# ラリー北海道

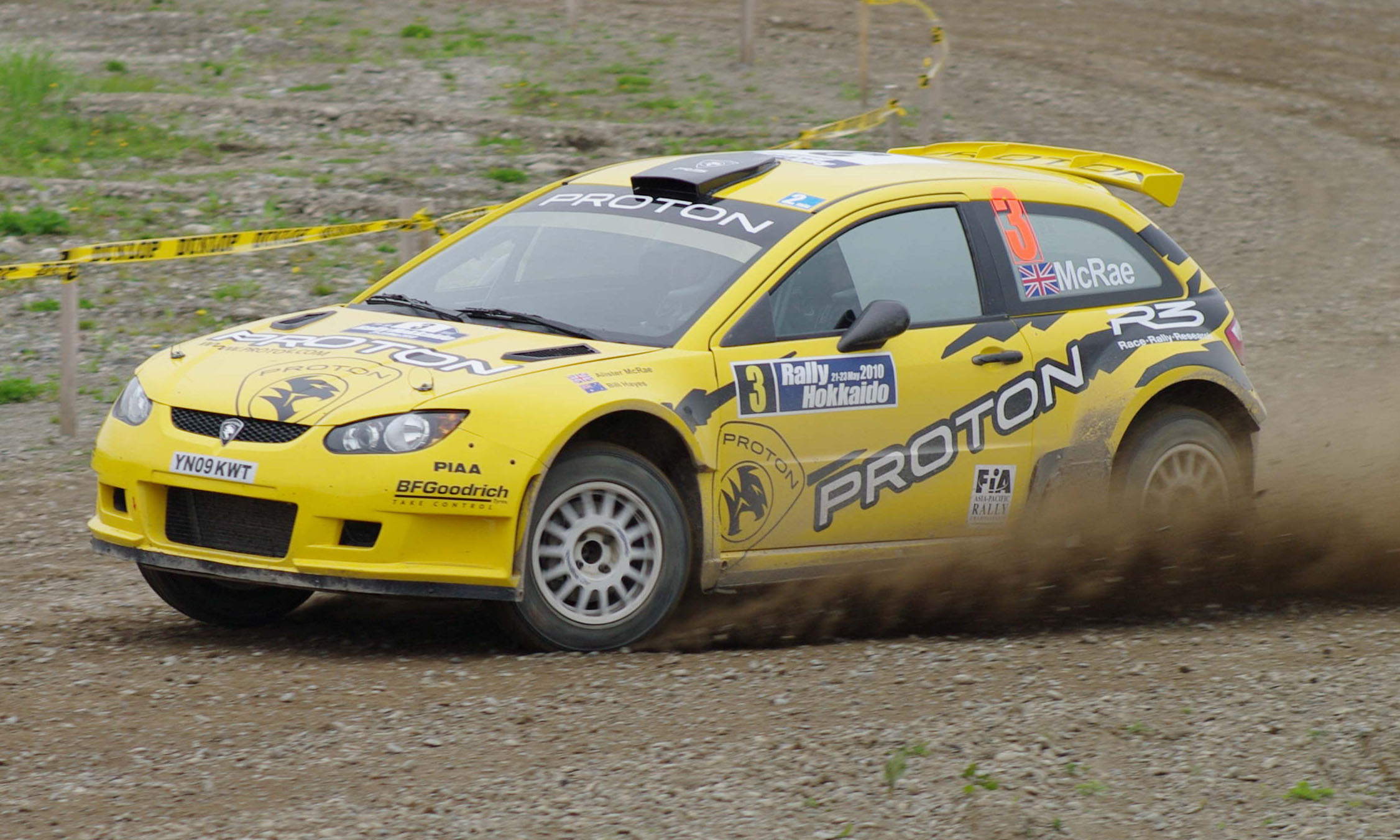
2010年

ラリー北海道 (Rally Hokkaido) は、日本の北海道十勝総合振興局（旧十勝支庁）で開催されるラリーイベント。2018年現在アジアパシフィックラリー選手権 (APRC) 、日本スーパーラリーシリーズ（JSR）、全日本ラリー選手権 (JRC) の3シリーズを併催している。

## 沿革
足寄郡陸別町は1986年に陸別サーキットがオープンするなど、国内オフロードレースのメッカとして知られていた。そこで培われた人脈や自治体の受け入れ態勢を基盤として、世界ラリー選手権 (WRC) 日本開催に向けて2000年に誘致準備会が発足。十勝地方の中心である帯広市を拠点としたラリーイベントが始まる。 
2001年9月にインターナショナルラリーイン北海道として初開催。スペシャルステージ (SS) を主体とする国際格式ラリーの国内開催は、同年5月の第19回日本アルペンラリー（群馬県）に続く2件目となった。2002年には大会名称をラリー北海道と改め、アジア・オセアニア地域選手権APRCのカレンダーに加わる。
3年間の運営実績が認められ、2004年7月には日本初の世界選手権ラリーイベント、ラリージャパン開催が実現。WRCとAPRCが併催され、3日間にのべ21万人の観客を集めた。
2005年には同じ十勝地方でラリー北海道（7月）とラリージャパン（9月）が別々に開催されることになり、ラリー北海道は「ラリージャパン出場予定者にとっての前哨戦」という意味を持つことになる。また、
この年からラリー北海道はAPRCと国内選手権JRCを併催する形式となる。
2008年にはラリージャパンが札幌市を中心とした道央圏に移転。2009年はインターコンチネンタル・ラリー・チャレンジ (IRC) の1戦に予定されていたラリージャパンが中止となり、ラリー北海道がIRCのサポートイベントに指定された。その後、十勝へのIRC誘致を目指す支援活動もあったが、実現には至らず。
2011年には大会発足10周年を迎え、75台のエントリー、68,500人の観客動員を記録するなど、ローカルスポーツイベントとして定着している。開催時期は2010年は5月、2011年以降は9月となっている。
2017年には日本初の国際格ラリーシリーズである日本スーパーラリーシリーズ（JSR）も併催されることになった。(競技の格式は、FIA公認国際格式競技であるが、FIAのシリーズ戦には含まれておらず、あくまでも日本国内の１シリーズとしての名称である）

## 特徴
十勝管内の5市町（帯広市・陸別町・音更町・本別町・足寄町）が舞台となる。帯広市街の南にある北愛国広場にサービスパークを設置し、初日と最終日に隣接する特設コースでスーパーSSが行なわれるほか、セレモニーや各種イベントも催される。2日目には陸別サーキットにリモートサービスが設置される。
SSは山間部の林道を使用するハイスピード主体のグラベルコース。両脇に木々が生い茂る狭いコースながら、平均速度100km/hを超えるステージもある。全行程約1,000km、SS合計約230kmという国内最大規模で行なわれ、JRC独自のポイントシステムでは最大係数の2.5倍が掛けられるため、選手権争いにおいて重要な1戦となる。

## 年度別勝者

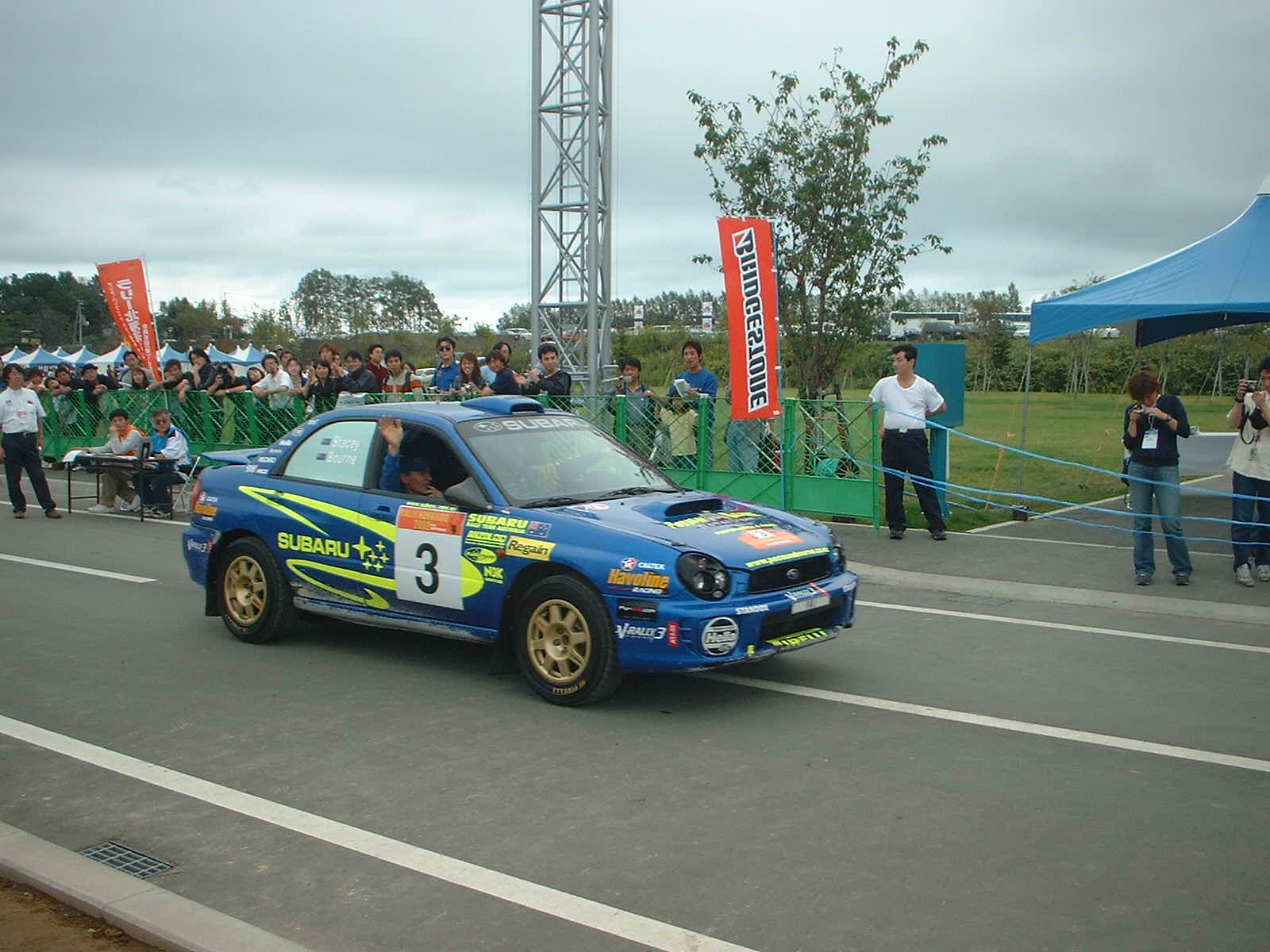
2002年のラリー北海道を制したポッサム・ボーン（インプレッサWRX STi）

注記：APRCはシリーズ年間登録の有無に関係なく、総合優勝者を記載する。
- 2001年9月14-16日 インターナショナルラリーイン北海道
  - JRC -  石田正史 /  石田さゆり（三菱・ランサーエボリューション）
- 2002年9月6-8日 APRC第4戦 ラリー北海道2002
  - APRC -  ポッサム・ボーン /  マーク・ステイシー（スバル・インプレッサ）
- 2003年9月12-14日 APRC第3戦 ラリー北海道2003
  - APRC -  新井敏弘 /  トニー・サーカム（スバル・インプレッサ）
- 2004年9月3-5日 WRC第11戦 APRC第4戦 ラリージャパン2004
  - WRC -  ペター・ソルベルグ /  フィル・ミルズ（スバル・インプレッサWRC）
  - APRC -  カラムジット・シン /  アレン・オー（プロトン・ペルト）
- 2005年7月22-24日 APRC第4戦 JRC4輪駆動部門第3戦 ラリー北海道2005
  - APRC -  田口勝彦 /  マーク・ステイシー（三菱・ランサーエボリューション）
  - JRC -  鎌田卓麻 /  加勢直毅（スバル・インプレッサ）
- 2006年7月7-9日 APRC第4戦 JRC第6戦 ラリー北海道2006
  - APRC -  新井敏弘 /  トニー・サーカム（スバル・インプレッサ）
  - JRC -  奴田原文雄 /  小田切順之（三菱・ランサーエボリューション）
- 2007年7月6-8日 APRC第4戦 JRC第6戦 ラリー北海道2007
  - APRC -  コディ・クロッカー /  ベン・アトキンソン（スバル・インプレッサ）
  - JRC -  石田正史 /  宮城孝仁（三菱・ランサーエボリューション）
- 2008年7月11-13日 APRC第4戦 JRC第6戦 ラリー北海道2008
  - APRC -  新井敏弘 /  グレン・マクニール（スバル・インプレッサ）
  - JRC -  北村和浩 /  竹下紀子（スバル・インプレッサ）
- 2009年7月10-12日 APRC第4戦 JRC第5戦 ラリー北海道2009
  - APRC -  コディ・クロッカー /  ベン・アトキンソン（スバル・インプレッサ）
  - JRC -  奴田原文雄 /  佐藤忠宜（三菱・ランサーエボリューション）
- 2010年5月21-23日 APRC第2戦 JRC第3戦 ラリー北海道2010
  - APRC -  新井敏弘 /  ダニエル・バリット（スバル・インプレッサ）
  - JRC -  奴田原文雄 /  佐藤忠宜（三菱・ランサーエボリューション）
- 2011年9月30日-10月2日 APRC第5戦 JRC第7戦 ラリー北海道2011
  - APRC -  新井敏弘 /  アンソニー・マクローリン（スバル・インプレッサ）
  - JRC -  柳澤宏至 /  中原祥雅（三菱・ランサーエボリューション）
- 2012年9月14-16日 APRC第5戦 JRC第7戦 ラリー北海道200
  - APRC -  新井敏弘 /  デール・モスカット（スバル・インプレッサ）
  - JRC -  石田正史 /  宮城孝仁（三菱・ランサーエボリューション）
- 2013年9月27-29日 APRC第5戦 JRC第7戦 ラリー北海道2013
  - APRC -  ガウラブ・ギル /  グレン・マクニール（シュコダ・ファビアS2000）
  - JRC -  勝田範彦 /  足立さやか（スバル・インプレッサ）
- 2014年9月25-28日
  - APRC -  ヤン・コペッキー /  パーベル・ドレスラー（シュコダ・ファビアS2000）
  - JRC -  奴田原文雄 /  佐藤忠宜（三菱・ランサーエボリューション）
- 2015年9月18-20日
  - APRC - ポンタス・ティデマンド /  エミル・アクセルソン（シュコダ・ファビアS2000）
  - JRC -  奴田原文雄 /  佐藤忠宜 （三菱・ランサーエボリューション）
- 2016年9月23-25日
  - APRC - ガウラブ・ギル /  ステファン・プレボ（シュコダ・ファビアR5）
  - JRC -  新井敏弘  /  田中直哉（スバル・WRX STI）
- 2017年9月15-17日
  - APRC -  ガウラブ・ギル /  ステファン・プレボ（シュコダ・ファビアR5）
  - JSR -  ガウラブ・ギル /  ステファン・プレボ（シュコダ・ファビアR5）
  - JRC -  新井敏弘  /  田中直哉（スバル・WRX STI）